# Фоукс, Чарльз
Чарльз Кристофер Фоукс (англ. Charles Christopher Fowkes, 1894—1966) — генерал-майор Британской армии, участник Второй мировой войны.
С 1936 по 1939 годы Фоукс командовал размещавшейся в Кении Южной бригадой. В 1939 году стал командующим 2-й Восточно-Африканской бригадой, а в 1940 временно стал исполняющим обязанности командира 2-й Африканской дивизии. В 1940 году возглавил 22-ю Восточно-Африканскую бригаду, а в августе 1941 года временно стал исполняющим обязанности командира 12-й Африканской дивизией. Под его командованием 12-я Африканская дивизия участвовала в Восточноафриканской кампании, и 27 ноября взяла Гондэр. В 1941 году Фоукс был произведён в генерал-майоры.
Впоследствии Фоукс оставался в Восточной Африке на гарнизонных должностях, пока в 1943 году командование не решило, что солдаты из Африки лучше приспособлены к войне в джунглях, чем солдаты из Европы. В апреле 1943 года Фоукс стал командовать 11-й (Восточноафриканской) дивизией, которая в июне 1943 была отправлена для подготовки на Цейлон. В июне 1944 года дивизия была отправлена в Бирму, где в составе индийского XXXIII корпуса приняла участие в Бирманской кампании и преследовала японцев до реки Чиндуин. После этого дивизия была отведена в Индию для отдыха и пополнения. В конце 1944 года Фоукс был вынужден временно оставить свои служебные обязанности из-за болезни. В строй он вернулся уже после окончания войны, и в 1946 году вышел в отставку.